# Neatypus obliquus
Neatypus obliquus és una espècie de peix pertanyent a la família dels kifòsids i l'única del gènere Neatypus.

## Descripció
- Pot arribar a fer 22 cm de llargària màxima.[2][3]

## Hàbitat
És un peix marí, associat als esculls i de clima subtropical que viu fins als 60 m de fondària.

## Distribució geogràfica
Es troba a l'Índic oriental: el sud d'Austràlia.

## Observacions
És inofensiu per als humans.